# Pechoin
Pechoin(중국어: 百雀羚)은 상하이에 본사를 둔 상하이 일용 화학(Shanghai Pehchaolin Daily Chemical Co Ltd) 소속의 스킨케어 브랜드이다. 1931년에 설립된 Pechoin은 중국에서 최초의 국내 스킨케어 브랜드 중 하나이다. 이 회사는 스킨케어 제품과 향수를 비롯한 화장품을 생산한다. Pechoin은 중국에서 가장 큰 스킨케어 회사 중 하나이며 중국의 주요 화장품 브랜드 중 하나이다. 2013년에는 Pechoin 제품이 중화인민공화국의 "국민 선물"로 인정받았다.

## 역사

### 중화민국
Pechoin은 1931년에 구 지민(顾植民)에 의해 설립된 상하이의 화장품 회사이다. Pechoin은  스킨케어 브랜드로서 창립되어 중국에서 최초의 국내 스킨케어 브랜드로 만들어졌다. 중국어로 된 이름 "Pechoin"은 백조나 중국 봉황에 경의를 표하는 백새들을 나타낸다. 1937년부터 1945년까지 Pechoin은 중일전쟁을 견뎌냈다. 그리고 1945년에는 중국에서 최고의 화장품 브랜드 중 하나가 되었다. 회사의 스킨케어 제품은 주로 파란색과 노란색으로 칠해진 아이코닉한 둥근 철제 상자에 포장된다. Pechoin의 주요 제품 중 하나는 보습 밤으로, 이 제품은 상하이에서 널리 인기를 끈 뒤 전국으로 확대되었다. Pechoin의 주목받는 고객으로는 숭 자매들이 포함되어 있으며, 그 후 이 제품들을 중국의 외교관 부인들에게 소개했다. 중국의 주요 여배우와 가수인 후 디, 루안 린유, 조우 쉬안도 Pechoin의 고객 중 하나였다. 일부 Pechoin 제품은 동남아시아 국가로 수출되기도 했다.

### 중화인민공화국

#### 과거 브랜드의 계승
1949년에 중화인민공화국이 세워지고 구 지민은 공산당의 지배 아래 상하이에 남기로 결정했다. 회사는 이후 한국전쟁에서 싸운 중국인민봉사군에 제품을 공급했다. 1956년에 Pechoin의 모회사는 사회주의적 변형을 겪고 국유-사유 공동 소유 기업이 되었다. 같은 해에 구 지민은 심장 마비로 사망하였으며, 그의 아내 로우 웨이젠(罗伟贞)과 아들 구 존웨이(顾炯为)가 회사를 이끌었다. Pechoin의 연간 수익은 곧 1000만 위안에 다가갔다. 1962년에는 회사의 이름이 상하이 두 번째 일용 화학 공장(Shanghai Second Daily Chemical Factory)으로 변경되었다. 1960년대와 1970년대에는 중국 문화 대혁명의 영향을 받았으며, 회사의 많은 중요 인물들이 박해를 받았다. 그러나 중국의 개혁과 개방 초기에 Pechoin은 생산성을 회복하였으며, 1980년대에는 연간 약 4000만 개의 스킨케어 제품을 생산할 수 있었다.

#### 재조직과 빠른 성장
1990년대 초반, 외국의 고급 화장품 제품 유입으로 인해 Pechoin은 시장에서 성적이 좋지 않았고, 그 결과 모회사는 파산 선언을 했다. Pechoin 브랜드는 그 후 홍콩의 사업가에게 50만 위안에 인수되었다. 2000년에 Pechoin은 상하이 페차올린 일용 화학(Shanghai Pehchaolin Daily Chemical Co Ltd)으로 재조직되었다. 회사는 그 이후에 급속한 성장기에 진입하였고 Pechoin 브랜드는 부활하였다. 2007-08년에 중국에서 "유명한 상표"로서의 제목을 획득했다. 2013년에 Pechoin의 제품은 중국의 첫 번째 여사 Peng Liyuan에 의해 아프리카의 국가 지도자들에게 중국의 "국민 선물"로 전달되었다. 2013년부터 2015년까지 Pechoin은 연간 56%의 성장률을 보았으며, 2015년부터 2017년까지는 연간 19%의 성장률을 보였다. 2016년에는 Pechoin의 연간 매출이 138억 위안에 도달하였으며, 중국 본토에서의 시장 점유율은 외국 브랜드인 L'Oreal 및 Olay와 함께 4위를 기록했다. 2019년에는 Pechoin의 연간 매출이 177억 위안 (22.6억 유로)으로 추정되며 시장 점유율을 7.3%로 확대하여 랑세 (L'Oréal)에 이어 두 번째로 높았다. 2020년에는 Pechoin이 독일을 기반으로 하는 Merck Group과 전략적 제휴를 형성했다.